# Роберт Дауни-старший (фильм)
«Ро́берт Да́уни — ста́рший» (англ. "Sr.") — американский документальный фильм о карьере и взаимоотношениях Роберта Дауни-младшего и его отца, Роберта Дауни-старшего. Режиссёром выступил Крис Смит, 18 ноября 2022 года фильм вышел в кинопрокат, а 2 декабря стал доступен на Netflix.

## Синопсис
Роберт Дауни-младший отдает дань уважения своему покойному отцу, рассказывая о жизни и карьере режиссёра-новатора Роберта Дауни-старшего.

## В ролях
- Роберт Дауни-младший
- Роберт Дауни-старший
- Пол Томас Андерсон
- Алан Аркин
- Мези Этвуд
- Шон Хейс
- Норман Лир
- Лоренс Вулф

## Премьера
Мировая премьера фильма «Роберт Дауни-старший» состоялась в сентябре 2022 года на кинофестивале в Теллуриде.
18 ноября фильм вышел в ограниченный прокат, а 2 декабря он стал доступен для просмотра на стриминговом сервисе Netflix. Трейлер к фильму вышел 14 ноября.

## Реакция
На сайте-агрегаторе рецензий Rotten Tomatoes фильм имеет рейтинг 98 % со средней оценкой 7,8/10 на основе 47 отзывов. Консенсус сайта гласит: «„Роберт Дауни-старший“ — это озаряющий взгляд на потрясающего кинематографиста и горькая дань уважения отцу от своего сына». Metacritic, выставляющий оценки по среднему арифметическому взвешенному, присвоил фильму 78 баллов из 100 возможных на основе 19 отзывов, указав на «в целом положительные отзывы».
Журналист The Los Angeles Times Гарри Голдстин написал: «„Роберт Дауни-старший“ показывает чуткий портрет и отдаёт уместную дань уважения неординарному герою и творцу-пионеру».
Картина получила премию Национального совета кинокритиков США в категории «Лучший документальный фильм».